# Талой
Тало́й (рос. Талой, чув. Талуй) — присілок у Чувашії Російської Федерації, у складі Великосундирського сільського поселення Ядринського району.
Населення — 213 осіб (2010; 212 в 2002, 376 в 1979, 471 в 1939, 403 в 1926, 373 в 1906, 129 в 1858). У національному розрізі у присілку мешкають чуваші.

## Історія
Присілок заснований 19 століття як околоток присілка Велика Четаєва (нині не існує). До 1866 року селяни мали статус державних, займались землеробством, тваринництвом, слюсарством, виробництвом взуття та одягу. 1931 року створено колгосп «Ленін». До 1927 року присілок входив до складу Балдаєвської волості Ядринського повіту. З переходом на райони 1927 року — у складі Ядринського району.

## Господарство
У присілку діють клуб, фельдшерсько-акушерський пункт та магазин.